# Supa Dupa Fly
Supa Dupa Fly je debutové album Missy Elliott ve stylu Hip Hop/R&B, vydané v roce 1997. Celé album produkoval Timbaland. Album obsahuje hity jako The Rain (Supa Dupa Fly), Sock It 2 Me, Hit Em Wit Da Hee a Beep Me 911. Na albu se objevili hosté jako Busta Rhymes, Ginuwine, Lil' Kim, Aaliyah nebo Timbaland a svůj debut zde předvedla Nicole Wray.
Album si vedlo docela dobře ve Spojených státech, umístilo se na 3. místě Billboard Hot 200 Album Chart a získalo platinové ocenění za prodej 1,2 milionů kopií.[zdroj?]

## Seznam skladeb
1. Busta's Intro (Busta Rhymes)
2. Hit Em Wit Da Hee (Missy Elliott & Lil' Kim)
3. Sock It 2 Me (Missy Elliott & Da Brat)
4. The Rain (Supa Dupa Fly)
5. Beep Me 911 (Missy Elliott & 702)
6. They Don't Wanna Fuck Wit Me (Missy Elliott & Timbaland)
7. Pass da Blunt (Missy Elliott & Timbaland)
8. Bite Our Style (Interlude)
9. Friendly Skies (Missy Elliott & Ginuwine)
10. Best Friends (Missy Elliott & Aaliyah)
11. Don't Be Comin' (In My Face)
12. Izzy Izzy Ahh
13. Why You Hurt Me
14. I'm Talkin'
15. Getaway (Missy Elliott, Space & Nicole Wray)
16. Busta's Outro (Busta Rhymes)
17. Missy's Finale
18. Release The Tension [Bonus Track pro Japonsko]

Bonusový track pro Japonsko Release The Tension je uveden na některých vydáních singlu Sock It 2 Me.

## Úspěchy
- USA prodej – 1.2 milionů kopií, 1 × Platinové ocenění (RIAA)
- Světový prodej – 4.6 milionů kopií

| Chart (2002)                    | Nejvyšší pozice |
| ------------------------------- | --------------- |
| U.S. Billboard 200 Albums Chart | 3               |